# Purple drank
Pour les articles homonymes, voir Lean.

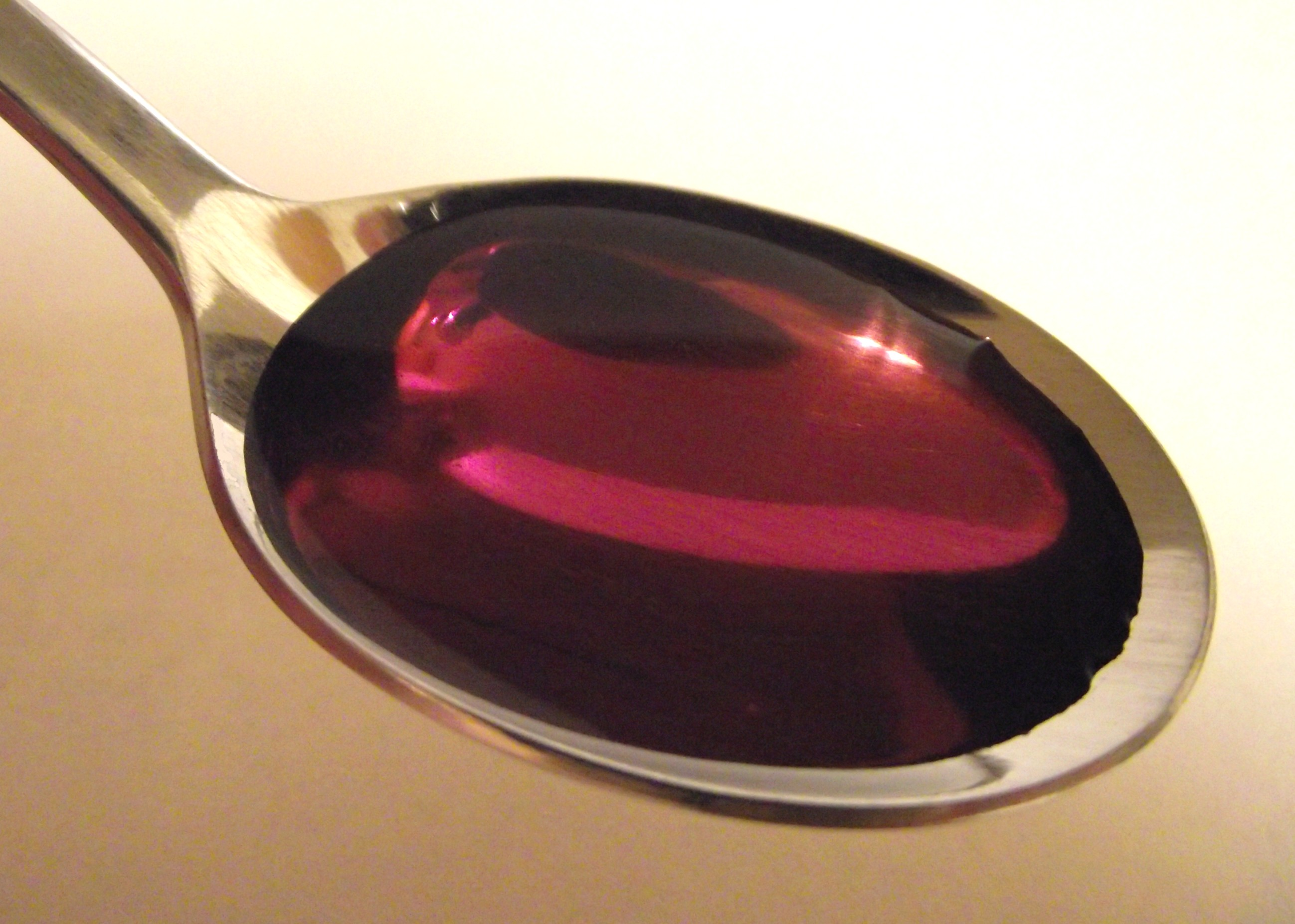
Une cuillerée du sirop à base de prométhazine et de codéine, montrant sa couleur pourpre caractéristique.

La purple drank (boisson violette) ou la  lean est une concoction comportant du sirop ou des comprimés codéinés à visée psychotrope. Ce mélange est considéré comme une drogue dure avec entre autres un risque important de dépendance. Le purple drank est devenu populaire dans la communauté hip-hop du sud des États-Unis depuis les années 2010. Plusieurs personnalités du rap sont mortes à la suite d'une overdose.

## Histoire

### Aux États-Unis
Cette boisson est très appréciée dans le milieu du rap américain. Au début du XXIe siècle elle est considérée comme un problème de santé publique aux États-Unis où la pratique est popularisée depuis les années 1990 par des rappeurs américains comme Lil Wayne, Ludacris,, Juicy J, Future, Juice Wrld, Mac Miller ou d'autres artistes comme Justin Bieber.
En 2014, le rappeur Future sort le morceau Codeine Crazy en référence à la boisson, qui participe avec l'aide de nombreux autres rappeurs, à l'augmentation de la consommation du mélange chez les adolescents (bien que le morceau raconte les mésaventures et la souffrance qu’il subit en conséquences de son addiction à cette boisson).

### En France
En France, depuis 2013 environ, le purple drank est de plus en plus populaire auprès des adolescents,. L'Observatoire français des drogues et des toxicomanies (OFDT) a détecté des « demandes suspectes de délivrance de codéinés, des cas d’abus, voire de dépendance, ainsi que des signalements avec une multiplication de cas à partir de 2015 », alertant l'Agence nationale de sécurité du médicament et des produits de santé (ANSM).
L'ordre national des pharmaciens a mis en garde contre la délivrance de ces médicaments, notamment aux adolescents. Depuis le 12 juillet 2017, à la suite d'un arrêté, les médicaments codéinés sont uniquement vendus par ordonnance. Avant cela, les médicaments à base de codéine étaient en vente libre en pharmacie d'officine en France sous forme de sirops et en comprimés, si la dose ne dépassait pas 30 mg par comprimé. Un pharmacien, par déontologie, peut de surcroît refuser la délivrance de ces médicaments s'il le juge nécessaire.
La lean est popularisée plus récemment par plusieurs rappeurs, comme Freeze Corleone. Ce dernier utilise régulièrement dans ses textes la forme francisée du mot : « le lin ». Dans ses clips, il apparaît souvent en possession d'une bouteille de soda contenant de la lean. 
D'autres rappeurs français y font référence comme d'un danger dont il ne faut pas s'approcher, comme Hayce Lemsi, dans un morceau intitulé Codéine où il compare cette dernière à une prison qui se referme sur le consommateur, ou comme Luv Resval, décédé dans la nuit du 20 au 21 octobre 2022 d'une crise d'asthme. Fort consommateur, il avait annoncé stopper la lean peu de temps avant son décès après avoir eu des moments d'absence de plus en plus récurrents, notamment lors de lives Instagram où il perdait connaissance en direct.

### En Belgique
L'Agence fédérale des médicaments et des produits de santé belge (AFMPS) s'est alarmée le 20 février 2019 quant à la consommation croissante du mélange, notamment chez les adolescents. Elle demande aux pharmaciens de faire preuve de vigilance et de ne pas délivrer les produits si un usage abusif est suspecté,.

## Dénomination
Le purple drank ou la lean est parfois désigné par d'autres dénominations : dirty sprite, syzzurp, codé-sprite, tsikuni, syrup, Texas tea, Wock (s'écrit aussi Wok)…

## Consommation
Le mélange se prépare comme un cocktail, dans lequel du sirop ou des comprimés codéinés sont dilués par une autre boisson telle que du soda, du jus de pamplemousse blanc (augmente les effets de la boisson en inhibant le métabolisme des principes actifs) ou encore une boisson énergisante. Les consommateurs y ajoutent souvent des bonbons donnant plus de goût et de couleur, ainsi la couleur violette est caractéristique de la boisson bien que tous les sirops de codéine ne soient pas de la même couleur. 
Le mélange se consomme avec un antihistaminique — pour contrer certains effets secondaires de la codéine — et est parfois bu avec de l'alcool ou du dextrométhorphane,,,. La concoction est principalement prisée par un public jeune et inséré, tels que des lycéens, étudiants, jeunes actifs, et parfois avec des « doses récréatives qui peuvent aller jusqu’à 25 fois la dose thérapeutique ».

### Effets
L'OFDT indique que la boisson provoque une euphorie, « une impression de légèreté, comme de voler » et un sentiment de bien-être grâce à la codéine. Néanmoins, les effets indésirables dus à l'opiacé sont nombreux, c'est pourquoi un antihistaminique, comme la prométhazine, est associé au mélange afin de diminuer les démangeaisons et les vomissements. Certaines personnes ne détournent pas seulement la codéine pour ses effets, mais aussi la prométhazine qui à haute dose peut donner des hallucinations.
Malgré ces précautions, cette drogue peut conduire à différents troubles : altération du sommeil, bouffées de chaleur, démangeaisons, problèmes de transit, éruptions cutanées, gonflement du visage, dépression, dépression respiratoire, dépendance, convulsions et overdose,,,,.

## Prévention

### Aux États-Unis
En 2017, de plus en plus de rappeurs prennent conscience et dénoncent les drogues, notamment le rappeur Trippie Redd dans un entretien, où il s’exprime et dit que « la lean est de l'héroïne liquide, n'en buvez pas ».

### En France

#### Centres régionaux de prévention
Il existe en France treize centres régionaux d’addictovigilance, formant un dispositif unique en Europe, permettant de traquer les cas d'abus ou de dépendance à des substances psychoactives, des médicaments ou des drogues. Avec des partenaires sur le terrain, « médecine de ville, pharmacies, structures de prise en charge des addictions, laboratoires de toxicologie et autres », les centres s'informent des décès ou des ordonnances falsifiées. De cette manière, le réseau français d’addictovigilance émet des signalements pour tenter d'endiguer la consommation globale, comme elle l'a fait en rapportant les premiers cas de consommation du mélange en 2013,.

#### Réponse politique et législation
Le lancement d’une pétition par la mère d'une adolescente, morte en mai 2017 à la suite d’une overdose de médicaments codéinés a provoqué une prise de conscience autour des problèmes que pose ce mélange. Ainsi, la prévention contre ce cocktail a été renforcée par un arrêté le 12 juillet 2017 de la ministre de la Santé Agnès Buzyn — après le décès de deux mineurs — qui inscrit les médicaments à base de codéine sur la liste des produits délivrés sur ordonnance,.
La ministre de la santé Agnès Buzyn a appliqué cette restriction par un arrêté à application immédiate avec pour objectif d'empêcher l'utilisation récréative d'un mélange à base de codéine par les adolescents. Néanmoins, ce sont les plus âgés qui se disent être touchés par la mesure. Aucune mesure d’accompagnement n’a été prise au niveau national. Agnès Buzyn a été interpellée le 19 juillet 2017 à l’Assemblée nationale, évoquant le cas problématique de la boisson, sans parler des autres cas d’usage de la molécule.
Certains spécialistes en addictologie redoutent à l'application de l'arrêté, l’apparition de circuits d’approvisionnement à l’étranger grâce à Internet, voire la prise de substances plus dangereuses. Les habitués qui ne cherchent pas un autre moyen d’approvisionnement pourront se voir confrontés à un sevrage agressif et dangereux. Le réseau français de réduction des risques conseille dès l'apparition de la boisson en France d'éduquer les jeunes consommateurs pour les informer des risques et réaliser un travail de prévention, car selon le réseau, rien ne peut empêcher des preneurs de risques de consommer et la pénalisation est donc une réponse insuffisante.

## Consommation mortelle
En France, le nombre de morts causé par l'abus d'opiacés et d'opioïdes médicamenteux comme la codéine chaque année est incertain et sous-estimé d'après Nathalie Richard, directrice adjointe du service Médicaments du système nerveux central à l'ANSM, car « il y a une sous-notification des cas déclarés à l'Agence du médicament ». Il est estimé que des centaines de décès chaque année sont liés à un opioïde.  
Dans le monde, « les opioïdes sont responsables chaque année d’environ 70 000 décès par overdose », un nombre en constante augmentation selon des données de l’Organisation mondiale de la santé. La boisson est impliquée dans le décès de DJ Screw,  des rappeurs américains Pimp C, ainsi qu'ASAP Yams, et celui de Fredo Santana en 2018.